# Pecado original (película)
Pecado original (en inglés: Original Sin) es un thriller erótico estadounidense de 2001 protagonizado por Angelina Jolie y Antonio Banderas. Se basa en la novela Waltz into Darkness escrita por Cornell Woolrich y es también un remake de la película de 1969 Mississippi Mermaid, de François Truffaut.

## Argumento
La película está ambientada en Cuba a finales del siglo XIX, durante la dominación española. La narración viene de la mano de una mujer encarcelada condenada al garrote, quien le relata su historia a un sacerdote, la cual se muestra en el film a través de flashes. 
Luis Vargas, un acaudalado hombre de negocios, envía a buscar por mar a su prometida, la angloamericana Julia Russell, con quien mantuvo una larga relación por correspondencia. Julia llega a su destino pero resulta no guardar ningún parecido con la mujer de las fotos que se han estado enviando. Julia explica que buscaba un hombre que no estuviera interesado únicamente en "una cara bonita"; en vez de enviar fotos suyas, envió fotos de una mujer de físico corriente. Luis también admite haberla engañado, ya que en las cartas se hizo pasar por un hombre trabajador de escasa fortuna para evitar que su prometida se aprovechara de su fortuna.
Luis y Julia contraen matrimonio escasas horas después. El señor Vargas se enamora irremediablemente de su reciente esposa, en un torbellino de pasión.
Mientras tanto, la hermana de Julia, Emily, ha estado intentando contactar con ella por carta, preocupada por el largo viaje. Luis le insiste a Julia para que conteste, temiendo que Emily acabe por suponer que algo terrible haya ocurrido y alerte a las autoridades. Aunque Julia lo posterga, al final acaba respondiendo su hermana, pero ésta no le contesta.
Para que su esposa tenga todo lo que desee, Luis la hace partícipe de su negocio y comparte con ella su cuenta bancaria, dándole acceso ilimitado para que haga uso del crédito. Un día, de repente, Luis descubre que Julia ha huido con prácticamente toda su fortuna. Se une al detective Walter Downs, quien llega a la plantación previamente contratado por Emily para encontrar a su hermana real. Walter revela que Julia es una impostora, cuyo nombre real es Bonnie, que se ha estado haciendo pasar por la verdadera Julia Russell, a la cual asesinó, y que es probable que tenga algún socio con quien lleve a cabo las estafas. Los dos comienzan a buscarla. 
Luis finalmente encuentra a Bonnie en un hotel y descubre que está en realidad trabajando con Walter (cuya identidad tampoco es real). Luis cree que ella le ama verdaderamente y que está engañando a Walter pero, tras la discusión, Luis acaba por disparar a Walter y Bonnie le dice fríamente que se vaya. Tras la partida de Luis, Walter se incorpora, ya que la pistola había sido previamente cargada con balas de fogueo. Aparentemente, Bonnie ama a Luis, pero Walter la manipula para que sigan trabajando conjuntamente. Sin embargo, Bonnie se harta del trato que ha recibido por parte de Walter, y ella y Luis huyen para vivir en secreto, siendo perseguidos por Walter, sediento de venganza.
Luis olvida su vida pasada para vivir una mentira con Bonnie. Una noche, Luis sigue a Bonnie y descubre que Walter aún está vivo y que ambos siguen trabajando juntos. Al parecer, el plan es que Bonnie envenene a Luis esa misma noche. Luis vuelve a casa y la espera; cuando ella llega le revela que conoce el plan, le declara su amor una vez más y bebe el café envenenado. Bonnie huye con un Luis agonizante, con Walter a la caza. Consiguen llegar a una estación de tren pero Walter los alcanza, furioso por la traición. Walter le pone un cuchillo en la garganta a Bonnie, pero Luis dispara y Julia acaba con él de una vez por todas.
En la celda de la prisión, Bonnie termina de contar su historia y le pide al sacerdote que rece por ella. A la mañana siguiente, los guardias entran en la celda para llevarla al garrote, pero solo está el sacerdote, vistiendo las ropas de ella.
La película finaliza en Marruecos, donde Bonnie sigue una partida de cartas. Rodea la mesa donde están sentados los jugadores, Luis incluido, y les agradece que la hayan dejado mirar. Bonnie le hace una señal a Luis para revelarle la baza de otro jugador, al mismo tiempo que comienza a contar la historia de cómo ambos llegaron hasta allí.

## Reparto
| Actor                | Role                        |
| -------------------- | --------------------------- |
| Antonio Banderas     | Luis Vargas                 |
| Angelina Jolie       | Julia Russell/Bonnie Castle |
| Thomas Jane          | Walter Downs/Billy          |
| Jack Thompson        | Alan Jordan                 |
| Gregory Itzin        | Coronel Worth               |
| Pedro Armendáriz Jr. | Jorge Cortés                |
| James Haven          | Fausto                      |

## Clasificación por edades
| País           | Calificación                                                                         |
| -------------- | ------------------------------------------------------------------------------------ |
| Alemania       | 16                                                                                   |
| Argentina      | 13                                                                                   |
| Australia      | M (TV) MA                                                                            |
| Canadá         | 11+ (Quebec) 18A(Alberta/Columbia Británica) 14 (Nueva Escocia) R (Manitoba/Ontario) |
| Brasil         | 16                                                                                   |
| Chile          | 14                                                                                   |
| España         | Mayores de 18                                                                        |
| Estados Unidos | R NC-17 (Clasificación Original)                                                     |
| Filipinas      | R-18                                                                                 |
| Finlandia      | K-15                                                                                 |

| País          | Calificación                                             |
| ------------- | -------------------------------------------------------- |
| Hong Kong     | III                                                      |
| Italia        | VM14                                                     |
| Islandia      | 14                                                       |
| Noruega       | 16                                                       |
| Nueva Zelanda | R18                                                      |
| Países Bajos  | 15                                                       |
| Perú          | 14                                                       |
| Reino Unido   | 18                                                       |
| Singapur      | PG (corte) R21 (Sin cortes) R(A)(clasificación original) |
| Suecia        | 15                                                       |
| Colombia      | 12 (cortes) 18                                           |
| México        | C                                                        |
| Japón         | R-18                                                     |

## Recepción
El film ha recibido malas críticas. Actualmente tiene un 12% en la web Rotten Tomatoes calculado a partir de 91 opiniones, las cuales coinciden en que "ridículamente melodramática, Pecado Original reúne malas actuaciones, dialógo pobre y todavía peor argumento". 
Angelina Jolie fue nominada a un Razzie como Peor Actriz por el trabajo tanto en esta película como en Lara Croft: Tomb Raider, pero el trofeo le fue arrebatado por Mariah Carey en Glitter.